# 서울의대 부속병원 학살 사건

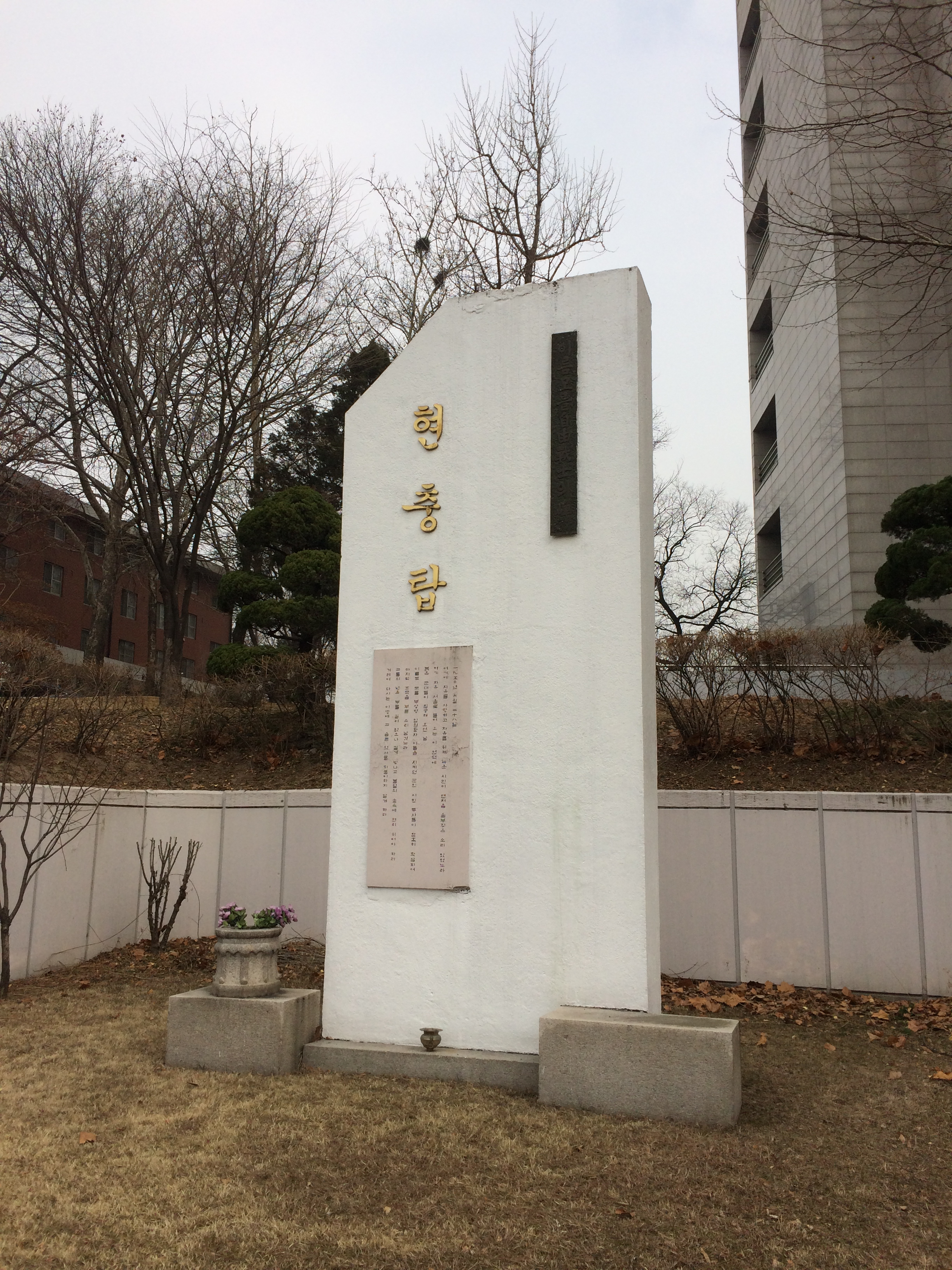
이름 모를 자유전사비: '현충탑' 글자는 2000년대 이후에 새겨진 것이다.

서울의대 부속병원 학살 사건(한국 한자: -醫大 附屬病院 虐殺 事件)이란, 1950년 6.25 전쟁 발발 당시 북한군이 남침 초기 서울을 점령한 시점에서 서울대학교 의과대학 부속병원으로 난입하여 벌인 학살 사건을 말한다.

## 개요
1950년 6월 25일 한국전쟁 개전 직후 전방 전선의 교전을 거쳐 살아돌아온 대한민국 국군 부상병 다수는 서울대학교 부속 병원으로 후송된 상태였다. 이들은 당연히 심한 부상을 입고 중환자로 치료받고 있었다.
그러나 개전 며칠만에 북한군이 서울까지 밀고 내려오자, 시민 대부분은 아비규환에 빠져 피난길에 올랐으며 병원 근무자들도 짐을 쌀 수밖에 없었다. 졸지에 희생양이 되어야 했던 것은 거동이 불가능해 미처 병원을 빠져나갈 수 없었던 중환자들이었다.
6월 28일 아침, 마침내 북한군이 서울 미아리를 뚫고 중앙청을 지나 서울대학교 의과대학 부속병원까지 들이닥쳤고 병원을 최후까지 사수하던 1개 소대는 교전 끝에 전멸했다. 당시 병원 내부는 미처 피난하지 못한 환자들로 만원이었으며, 북한군은 아무도 빠져나가지 못하게끔 병력을 산개시켜 병원을 둘러쌌다.
이윽고 한 인민군 중좌가 "원쑤놈들의 앞잡이들이 여기 누워있다"며 선동을 시작했고, 이내 대한민국 국군 부상자, 중환자들을 상대로 사살하기 위한 학살극이 시작되었다. 처음에는 병동을 순회하며 부상병들을 향해 총으로 쏴 죽였으나, 이것도 비효율적이라고 판단했는지 환자들을 밖으로 끌어내어 구석으로 몰아넣고 대량으로 총을 쏴 죽였다. 북한군측은 '한국군 응징'이라는 미명하에 학살을 자행했으나 실제로는 군인이나 일반인이나 환자복을 입은 채로는 별로 구분이 가리지 않고, 서울대학교 학생들 및 외부 일반인들도 다수 살해당한 것으로 기록되어 있다.
시간이 좀 지난 뒤엔 총알도 아까웠는지 모신나강에 착검해서 직접 찔러 죽이는 식으로 학살을 벌였다. 그리고 정신병동까지 들이닥쳐, 국군 부상병이 숨을 수 있다고 여겨 그 환자들까지 죽였다. 이렇듯 소음이 울리자 다른 병동에 남아있던 환자들은 급히 대피 시도를 했지만 많은 수가 북한군 보초들에게 걸려 참혹한 죽음을 당했고, 일부는 살해당하기 전에 스스로 목숨을 끊기도 했다. 흥분한 북한군은 심지어 위문차 남아있던 환자의 가족들까지도 살해했다.
학살은 오후까지 이어졌고, 마지막까지 숨어 있다가 적발된 이들은 본보기로 보일러실로 끌려가 석탄 더미에 생매장되었다. 이렇게 살해된 희생자들은 정확한 피해규모를 알 수 없으나 추산 1000여명에 육박한다 하며, 사체들은 모인 채로 20일동안 방치되어 병원에 썩는 냄새가 진동했다 한다. 그리고 창경원 인근으로 실려나가 소각되었다.
환자들이 죽은 뒤 병원은 북한군 부상병들의 후송 기지로 쓰였고, 3개월 뒤 서울이 수복된 뒤에야 끔찍한 참상이 세간에 알려지게 되었다. 게다가 밀려나기 직전에 또 한차례 학살을 벌인 정황이 드러나 충격을 주었다. 참고로 수일 후 전주에서도 이와 비슷한 학살극이 있었다고 한다.

## 평가
이 사건은 조선민주주의인민공화국이 6.25 전쟁 개전 3일 만에 빚어진 사건이다.

## 희생자 추모
현재 서울대학교 의과대학 부속병원 내에는 당시의 희생자들을 위한 현충탑이 세워져 매년 위령을 지내고 있다.

## 같이 보기
- 보도연맹 학살 사건
- 문경 양민 학살 사건
- 거창 양민 학살 사건
- 303고지 학살
- 군종신부와 부상병 학살 사건